# Proustit
Proustit, eller arseniksilverblände, är ett sulfosaltmineral som består av silversulfarsenid, Ag3AsS3 med 65,4 procent silver även känt som rubinblandning, ljusrött silver, arsenik-silverblandning eller rubinsilvermalm, och en viktig källa till metallen. Den kristalliserar romboedriskt och har rödaktig färg. Proustit liknar det mörkare antimonhaltiga mineralet pyrargyrit. Genom en kemisk analys utförd 1804 av Joseph L Proust visades att pyrargyrit och proustit var olika mineral. Proustit är namngivet efter Joseph L Proust.
De prismatiska kristallerna avslutas ofta av skalenohedron och den trubbiga romboedern, vilket liknar kalcit (hund-tand-spar) i formen. Färgen är scharlakansröd-violett och lystern adamantin. Kristaller är genomskinliga och mycket lysande, men vid exponering för ljus blir de snart matt svarta och ogenomskinliga. Streckfärgen är röd, Mohs hårdhet 2 till 2,5, och den specifika vikten 5,57. Dess transparens skiljer sig från exemplar till exemplar, men de flesta är ogenomskinliga eller genomskinliga.

## Förekomst

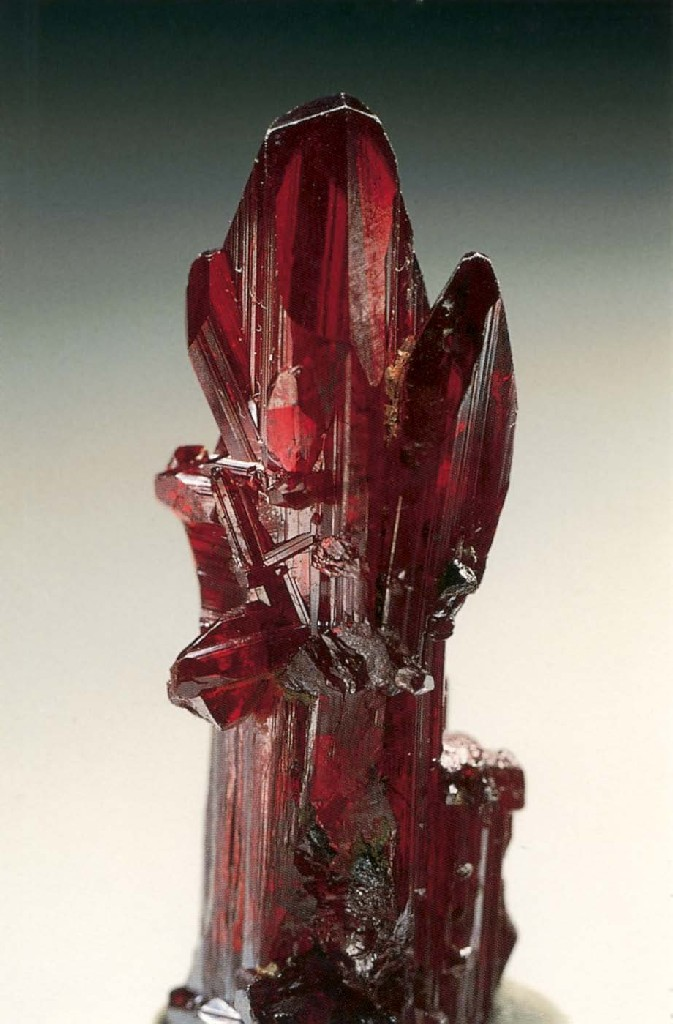
Proustite (lång prismatisk kristall) – Chañarcillo, Copiapo Province, Chile. Provets höjd är 4 cm.

Proustit förekommer på olika platser, som hydrotermiska avlagringar som en fas i den oxiderade och supergena zonen, tillsammans med andra silvermalmer och sulfider som naturligt silver, naturlig arsenik, xantokonit, stefanit, akantit, tetraedrit och klorargyrit. Kända fyndigheter finns bland annat i Elsass, Sachsen och Böhmen, samt i Chile, Mexiko och i olika delar av västra USA.

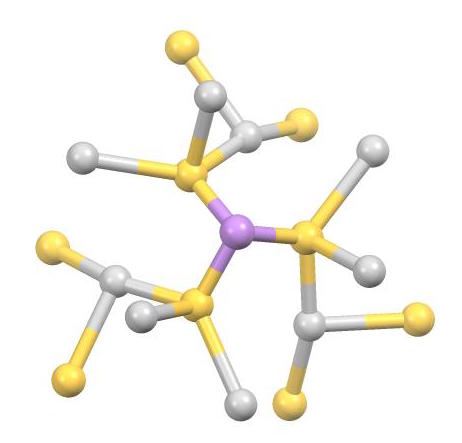
Underenhet av proustitstrukturen, som visar anslutningen av Ag, As (violett), S.

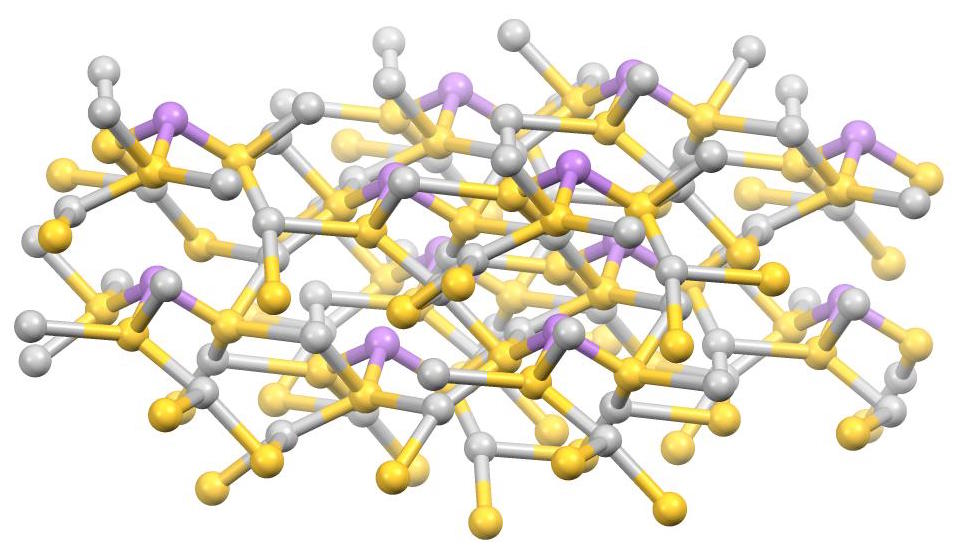
Proustits struktur kan ses som Ag^{+}-derivatan av [AsS_{3}]^{3−}
.